# Joseph Burchnall
Joseph Burchnall   (Whichford, 8 de desembre de 1892 - Southwold, 29 d'abril de 1975) va ser un matemàtic anglès.

## Vida i Obra
Burchnall va néixer a Whichford (Warwickshire) on el seu pare era mestre d'escola. Cap al 1900 el seu pare va ser traslladat a l'escola de Butterwick (Lincolnshire), molt a la vora de Boston ciutat en la qual va fer els estudis secundaris. En acabar, el 1911, va ingressar al Christ Church College (Oxford) on es va graduar en matemàtiques el 1914.
Va tenir un paper distingit durant la Primera Guerra Mundial, en la qual va ser ferit tres vegades, en la última d'elles va perdre una cama el març de 1918.
En acabar la guerra es va incorporar a la universitat de Durham on va fer tota la seva carrera acadèmica fins que es va retirar el 1959.
Burchnall va publicar molts articles científics, entre els quals destaquen els que va escriure en els anys 1920's conjuntament amb Theodore William Chaundy sobre els operadors diferencials commutatius i la seva relació amb la geometria algebraica i que avui es coneixen com la teoria de Burchnall-Chaundy.